# Satureja ×caroli-paui
Espèce
Satureja ×caroli-paui est une espèce de plantes à fleurs de la famille des Lamiaceae. Elle est dédiée au botaniste espagnol Carlos Pau Español.